# アンナ・リンド
アンナ・リンド（スウェーデン語: Ylva Anna Maria Lindh、1957年6月19日 - 2003年9月11日）は、スウェーデンの政治家。1994年から1998年まで環境相、1998年から2003年まで外相を歴任した。

## 暗殺
2003年9月10日、リンドはストックホルムの中心部にあるNK（エヌコー）デパートで買い物をしていたところ、ナイフを持った男に襲われ病院に運ばれたものの、翌朝死亡が確認された。
リンドの死亡の3日後である9月14日にユーロ通貨統合に関する国民投票があり、ユーロ導入は否決された。導入賛成派であったことがリンド暗殺の原因であるとも言われたが、犯人として逮捕されたミハイロ・ミハイロビッチは精神疾患を患っていたとされ、本人も政治的意図やリンドに対する恨みを否定し、刺すのは誰でも構わなかったと述べている。